# Goniofusus dupetitthouarsi

Goniofusus dupetitthouarsi es una especie de gasterópodo marino perteneciente a la familia Fasciolariidae1. Es una especie carnívora. Habita en zonas del infralitoral con sustrato arenoso-fangoso, llegando hasta los 55 m de profundidad2.

## Clasificación y descripción
Concha de color blanco. La ornamentación de la concha presenta líneas giratorias gruesas hacia el centro de la espira y más delgadas hacía las suturas. La abertura de la concha es pequeña y con un labio simple. Canal sifonal muy largo. Periostraco amarillo2.

## Distribución
La especie Goniofusus dupetitthouarsi se distribuye desde Baja California y el Golfo de California hasta Ecuador2.

## Ambiente
Habita en zonas de marismas y bancos de arena hasta los 55 m de profundidad2.

## Estado de Conservación
Hasta el momento en México no se encuentra en ninguna categoría de protección, ni en la Lista Roja de la IUCN (International Union for Conservation of Nature) ni en CITES (Convención sobre el Comercio Internacional de Especies Amenazadas de Fauna y Flora Silvestres).